# Sinagoga Maguen David (San Pedro Sula)
La Sinagoga Maguen David (en hebreu בית הכנסת מגן דוד) és un edifici religiós jueu localitzat a la ciutat de San Pedro Sula, al país centreamericà d'Hondures es tracta d'una de les dues úniques sinagogues que hi ha en tot el país. Construïda l'any 1997, serveix com a lloc de reunió de la petita comunitat jueva.
San Pedro Sula és la segona ciutat més gran d'Hondures i la capital administrativa del Departament de Cortés. La ciutat és seu de les empreses industrials més importants del país, per la qual cosa també és coneguda com la capital industrial del país. Aquesta ciutat es troba flanquejada per la Sierra del Merendón, i està situada a l'extrem sud-oest de l'extensa i fèrtil Vall de Sula, una regió que genera aproximadament el 58 per cent del Producte interior brut (PIB), i el 60% de les exportacions del país. San Pedro Sula va ser fundada el 27 de juny de 1536, sota el nom de San Pedro de Puerto Caballos pel conqueridor espanyol Pedro de Alvarado.